# Massello
Massello là một đô thị ở tỉnh Torino trong vùng Piedmont, có vị trí cách khoảng 50 km về phía tây của Torino. Tại thời điểm ngày 31 tháng 12 năm 2004, đô thị này có dân số 66 người và diện tích là 38.9 km².
Massello giáp các đô thị: Pragelato, Roure, Fenestrelle, Perrero, và Salza di Pinerolo.